# Magydaris pastinacea
Il basilisco (Magydaris pastinacea (Lam) Paol.) è una pianta appartenente alla famiglia delle Apiacee.

## Etimologia
L'epiteto specifico deriva dal latino ‘pastinaca’ (pastinaca, carota) in riferimento alla somiglianza con queste specie; il nome generico dal greco μάγύδαρις, nome di una pianta citata da diversi autori, ma di non chiara attribuzione, per taluni il silfio.

## Descrizione
Forma biologica: emicriptofita scaposa. Pianta perennante per mezzo di gemme poste a livello del terreno. Si presenta con fusto eretto, sottilmente striato, con midollo bianco e il diametro alla base di 1–3 cm. Le foglie basali sono lunghe 5-10 dm a contorno triangolare, incompletamente divise in 7 lobi profondi e più o meno accorciati presentano il bordo lobato e crenato con un tubercolo bianco all'apice dei nervi, la lamina è coriacea verde-scuro nella pagina superiore. Le ombrelle sono composte da 40-50 raggi (con diametro di 2–3 mm) lunghi fino a 10 cm; l'involucro è costituito da 10-15 brattee lesiniformi, bianco-membranose sul bordo, talora divise all'apice. Le bratteole sono lineari (1,5 x 25 mm), il calice pubescente e i petali bianchi hanno entrambi una lunghezza di 2 mm.

## Distribuzione e habitat
La specie è diffusa nella parte occidentale del bacino del Mediterraneo
In Italia il basilisco cresce in Sardegna, in Sicilia e in una stazione isolata nel Lazio nei pressi di Terracina.
Cresce fino a 800 m, nelle garighe presso i litorali, più raramente in luoghi disturbati e lungo le strade, su suoli piuttosto freschi.

## Usi
Nella tradizione popolare sarda  M. pastinacea trova impiego nell'artigianato: col fusto secco, si creano dei panchetti chiamati bankìtta di firrulòni.
L'ombrella, grande e vistosa, e il peduncolo che la supporta, si prestano all'essiccazione e possono essere adoperate nelle composizioni floreali.
Infine,  M. pastinacea viene utilizzata nell'alimentazione del cavallo. Da osservazioni effettuate nel territorio di Dorgali risulta infatti che tale pianta, mentre viene rifiutata da diversi tipi di bestiame, viene brucata dagli equini. Si deve comunque tenere in considerazione che la pianta è fototossica a causa del contenuto in furocumarine.

## Farmacognosia
Contiene: la cumarina Ostolo e le furocumarine: Imperatorina, Isopimpinellina, Bergaptene, Xantotossina e Heraclenolo che sono state isolate per la prima volta dal genere Magydaris, mentre i composti Umbelliprenina, Fellopterina e Heraclenina sono stati precedentemente isolati da altre fonti naturali.